# Ananteroides inexpectatus
Espèce
Ananteroides inexpectatus est une espèce de scorpions de la famille des Ananteridae.

## Distribution
Cette espèce est endémique de Mauritanie. Elle se rencontre vers Rosso.

## Description
La femelle holotype mesure 21,5 mm.

## Systématique et taxinomie
Cette espèce a été décrite par Lourenço en 2013.

## Publication originale
- Lourenço, 2013 : « Une nouvelle espèce de Ananteroides Borelli, 1911, de Mauritanie (Scorpiones, Buthidae). » Revista Iberica de Arachnologia, no 23, p. 79-81 (texte intégral).